# Anton Trey
Anton Trey (* 18. Jahrhundert in Weiterau; † 28. Februar 1845 in Brigittenau, heute Wien) war ein österreichischer Mauteigentümer. Er ließ in der Brigittenau eine Straße zwischen dem Gaußplatz und der Pappenheimstraße anlegen. Damit trug er zur Entwicklung des Vororts Brigittenau bei. Nach ihm ist die Treustraße im 20. Wiener Gemeindebezirk benannt.
Anton Trey besaß für diese Straße das Mautprivileg. Im Jahr 1830 stellte er ein Ansuchen zur Errichtung eines hölzernen Mauthauses, welches von der k. u. k. Baudirektion auch bewilligt wurde.

## Straßenname
Im Lexikon der Straßennamen der Gemeinde Wien werden allerdings zwei verschiedene Varianten für die Namensgeber der Treustraße genannt: Wolfgang Treu oder Anton Trey. Gesichert ist, dass die „Dreystraße“ zwischen Hauptdamm und dem Haus Nummer 235, auch „Dreyerstraßendamm“ genannt, ehemaliger Besitz des Herrn Anton Trey, nach den Überschwemmungen des Jahres 1862 im Jahre 1863 von der Gemeinde aufgeschüttet wurde. Die Kosten dafür wurden mit 10.876 fl 44 kr angegeben. Die Straße wird als „stark von Holzfuhrwerken befahren“ geschildert.
Später wird dieselbe Straße als Treygasse bezeichnet und in den Akten der Gemeinde Wien vermerkt, dass 1865 dort 15 Gaslaternen installiert wurden. Ein Jahr später erfolgte der Gemeinderatsbeschluss, die Treygasse um weitere sechs Meter anzuschütten, um die dahinter liegenden Stadtteile vor Hochwasser zu schützen. Im Jahr 1872 wird die Gasse gepflastert und der Bau dreistöckiger Häuser bewilligt. In diesem Zusammenhang scheint der Name „Treugasse“ auf. In den „Wiener Geschichtsblättern“ wird festgehalten, dass die Namensgebung Treugasse fälschlicherweise dem Bürgermeister Wolfgang Treu zugeschrieben wird.